# ミルチャ・バサラブ
ミルチャ・バサラブ（Mircea Basarab, 1921年5月4日 - 1995年5月29日）は、ルーマニアの指揮者、作曲家。

## 経歴
1921年、ブカレスト生まれ。1940年から1948年までブカレスト音楽院に在籍し、ミハイル・ジョラに対位法と作曲、ジョルジュ・ブレアズルに音楽理論、コンスタンティン・ブライトイウに音楽史などを教わる。一方でブカレスト経済研究アカデミーでも学んでおり、こちらは1945年に卒業した。
1940年代後半から作曲活動をはじめ、1951年からブカレスト音楽院の講師を務めた。
1953年にブカレスト人民議会アンサンブルを指揮して指揮者としての活動を始め、ブカレストのジョルジェ・エネスク・フィルハーモニー管弦楽団に客演するようになった。1964年から1986年に引退するまで、同オーケストラの常任指揮者を歴任。
ルーマニア本国からは、1957年と1959年に労働勲章勲二等と勲三等、1962年には国家名誉芸術家の称号と国家賞、1964年に国家名誉芸術マスターの称号、1966年と1968年には文化勲章の勲一等と勲二等をそれぞれ贈られている。
1995年、ブカレストにて死去。